# Karpuzalanı, İpekyolu
Karpuzalanı là một xã thuộc huyện İpekyolu, tỉnh Van, Thổ Nhĩ Kỳ. Dân số thời điểm năm 2011 là 3.049 người.